# すみっこの空さん
『すみっこの空さん』（すみっこのそらさん）は、たなかのかによる日本の漫画。『月刊コミックブレイド』（マッグガーデン）にて、2011年1月号（2010年11月30日発売）より連載開始。『コミックブレイド』が休刊し、WEBコミック雑誌に移行した後も同誌で連載を継続し、2015年7月更新分にて完結した。

## ストーリー
ご主人の絵本作家と一緒に田舎に引っ越してきたカメのプラトンは、そこで空さんという女の子に会いました。これは大きな世界のすみっこで、空さんとプラトンが哲学するお話です。

## 登場人物
倉手 空（くらて そら）
田舎に住む小学校1年生の女の子。金髪碧眼で母親は西洋人。父は海外で単身赴任の仕事をしており、母は日本国内にいるが各地を回っているため、両親とも家にはおらず、普段は祖父母と三人で暮らしている。自己紹介の際に「そ・ら・です」と挨拶したためにプラトンは『ソクラテス』と勘違いし、以来『先生』と呼ばれるようになる。
プラトン
絵本作家が飼っているカメ。ギリシャリクガメという種類なので飼い主からはプラトンと名付けられた。カメなので人と会話は出来ないが、いつも哲学的なことを考えている。空を心の中で「先生」と呼んでいる。
神さま
田舎に引っ越してきた絵本作家。プラトンのご主人。大学卒業後はデザイナーとして仕事をしていたが、作ったシールは全然売れずに段ボールいっぱいに返品された。
都会で夢に破れて田舎に戻った際は、幼馴染であるシンちゃんの紹介で彼の家が経営する運送会社で仕事をしている。空とは引っ越した家が隣同士だったことから知り合う。空は飼っていた小鳥が死んだ際に「隣の家に預けられている」と大人たちから嘘をつかれたが、本当は死んだ鳥が天国に行くという話を知っていた。だから隣の家は天国で、そこに住む人間は『神さま』なのだと言う。それからは空たちから神さまと呼ばれるようになる。
夕ちゃん（ゆうちゃん）
空の従姉妹。高校生。学校の人間関係に悩んでおり、『オロシ』というアイドルグループのメンバーの名前が言えないと苛められるなど、友人関係をぎくしゃくとしたものと考えていた。しかし視聴しているラジオ番組『日記用天国』に同級生のハルちゃんが投稿しているのを知り、『同志』として打ち解けられるようになる。
寺杣進の『世界の果てのレストラン』という小説を愛読しており、小説の中の表記のように町から見える山の先に行けば違う自分になれるのではないかと夢想していた。しかし神さまに言われたことにショックを受け、それ以来神さまのことを嫌悪する。
ハルちゃんと親しくなった後は、ハルちゃんが絵の道を目指して真っすぐに目標を定めていることを知り、自分には何もないことに悩むようになる。放送部に入って朗読やラジオドラマのシナリオを書くなど、自分も「何か」を見つけようと躍起になる。
青磁（せいじ）
空の同級生の男の子。陶磁器を手掛けている父がいる。出会った当初は空に対して「自分の方が物知り」だとして億や兆などの大きい数字の話をするが、空からは知識を得た分だけ自分は変わるはずなのに、変化した分はどこにいくのだろうと疑問を唱えられる。その答えがわからないので引き分けだとし、空と親しくなる。
きせと
青磁の年の近い姉。青磁とは二段ベッドで一緒に寝ているが、天井に吊るされた『モービル』を見たがる青磁からは上の段で寝ていることを不満がられていた。
瑠璃
青磁の一番上の姉。新聞配達のアルバイトをしている。青磁やきせととは年が離れており、二人を連れて初詣に出かける他、青磁にハンバーグを作るなど保護者のように振る舞っている。
ありす
空の友達。色黒でツインテールにしている。女の子らしいものが苦手で、初登場時には女の子用の赤いランドセルを嫌がって空の持っている空色のランドセルを盗もうとした。自己紹介の際に「ありすトゥッス」と口にしたため、プラトンからは「アリストテレス」かと思われる。学年は空や青磁の3つ上（空たちが1年生の段階で4年生）。
上野先生（うわのせんせい）
空のクラスの先生。空たちが二年生になった際にも引き続き担任となる。その時期に一児の父となる。
ハルちゃん / 谷口ハル
夕のクラスメイト。夕とは同じラジオ番組『いずみ修一の日記用天国』に投稿していたことで親しくなった。神さまの絵本に憧れて絵の勉強をしている。町の小さな画塾で絵を学んでおり、講師である安原にひそかな想いを抱いている。
香住まちえ（かすみまちえ）
夕のクラスの副担任。放送部の顧問。
シンちゃん
神さまの幼馴染。運送会社の社長をしている父がおり、田舎に引っ越してきた神さまに仕事を紹介する。ケンという名前の息子がいる。父が腰を悪くした後には家に引き取ることにしたが、夏場に父がしょっちゅうスイカを買ってくるなどした際は、冷蔵庫のスペースを巡って喧嘩する事態になった。
のぼる
空たちのクラスメイト。木登りができないために『のぼる』の反対語である『おりる』と馬鹿にされていたが、ありすからそれをかばわれたため、ありすに片思いをした。ありすへの恋心を叶えるため、木の上に逃げたありすを追って木登りができるようになる。
あおこさん
川に出るという妖怪。『黒っぽくて髪の毛がもさもさ』した少女の姿をしている。8歳より下の子供にしか姿が見えないとされ、空を川に遊びに誘いに来た際は、隣にいたありすには姿が見えなかった。

## 登場する格言
- 神というものが存在しなかったら「彼」を創造する必要があろう。（ヴォルテール、1694-1778）
- 考えなさい。思考は光より速い。月へ行こうとした時、肉体は行くのに何年もかかるけど、思考は月のことを考えた途端に月へと辿り着く。（プラトン）
- プラトンは哲学である。哲学はプラトンである。（ラルフ・ワルド・エマーソン、1803-1882）
- 神々の意図はこうだ。楽しみにはかならず苦しみが伴うように。（プラウトゥス、B.C.254- B.C.184）
- 友は第2の自己である。（アリストテレス、 B.C.384- B.C.322）
- 「知る」って、知らなかったことが自分のものになるっていうこと（空さん）
- 英智を持つためには、我々は無智を持たねばならない。（セオドア・ドライサー、1871-1945）
- 予想外の未来を期待したってよかったのに、僕はもう、ニンジンを切ってもニンジンしか現れないことを知ってしまっている。（神さま）
- 今日は嬉しいことをしゃべり、大いに飲んで楽しもう。後のことは神々の仕事だ。（テオグニス、 B.C.600）
- 人生は、幼年期には遠くから見た舞台装飾に、老年期には間近で見た舞台装飾に似ている。（アルトゥル・ショーペンハウアー、1788-1860）
- 汝は書くことがないと言う。さらば、書くことがないことを書け。（プリニウス二世、61-112）
- 冬来たりなば、春遠からじ。（パーシー・ビッシュ・シェリー、1792-1822）
- 革命を成功させるのは希望であり、絶望ではない。（ピョートル・クロポトキン、1842-1921）
- 幸福というものは、ひとりではけっして味わえないものです。（アレクセイ・アルブーゾフ、1908-1986）
- 愛の本質は個人を普遍化することである。（オーギュスト・コント、1798-1857）
- その荷物の重さは、責任の重さです。（郵便局のお姉さん）
- 人間は自然に隷属しているが、それを知るが故に自由である。（ルドルフ・オイケン、1846-1926）
- 色はすべての言葉を語る。（ジョセフ・アディソン、1672-1719）
- すべてのものが変化するのは明らかだが、実際には消え失せるのではない。物質の総量は常に同じだ。（フランシス・ベーコン、1561-1626）
- 我を立つべき場所に与えよ。然らば、我は世界を動かさん。（アルキメデス、 B.C.287- B.C.212）
- 悲しみに近い喜びがある。（メトロドロス、B.C.400）
- 孤独は、人のふるさとだ。恋愛は、人生の花であります。いかに退屈であろうとも、この外の花はない。（坂口安吾、1906-1955）
- 人を支配するのは空想である。（ナポレオン・ボナパルト、1769-1821）
- 言葉と行動は、神の力のまったく異なったモードである。言葉も行動であり、行動も言葉の一種である。（ラルフ・ワルド・エマーソン、1803-1882）
- 夢想とは思考の日曜日である。（アンリ・フレデリック・アミエル、1821-1881）
- 恋とは、我々の魂のもっとも純粋な部分が未知なものに向かって抱く聖なる憧れである。（ジョルジュ・サンド、1804-1876）
- すべての経験は建造されるアーチである。（ヘンリー・アダムズ、1838-1918）
- 折節の移り変わるこそ、物毎にあはれなれ。（吉田兼好、1283-1350）
- 世界の偉人は必ずしも偉大な学者ではなかったし、世界の偉大な学者は必ずしも偉人ではなかった。（オリバー・ウェンデル・ホームズ、1809-1894）
- 国を統治するよりも、家庭内を治めることの方が難しい。（ミシェル・ド・モンテーニュ、1533-1592）
- 絵は見るものではない。一緒に生きるものだ。（ピエール・オーギュスト・ルノワール、1841-1919）
- 幸福とは、そのまま変わらないでほしいようなそのような状態である。（ベルナール・フォントネル、1657-1757）
- 世界は登るものと降りるものの一つの梯子である。（トーマス・フラー、1608-1661）
- 砂漠が美しいのは、そのどこかにひとつの井戸が隠されているからだよ。（アントワーヌ・ド・サン＝テグジュペリ、1900-1944）
- 汝の今日は永遠なり（アウグスティヌ、354-430）
- 幼年時代を持つということは、一つの生を生きる前に、無数の生を生きることである。（ライナー・マリア・リルケ、1875-1926）
- やまと歌は、人の心を種として、万の言の葉とぞなれりける。（紀貫之、868-945）
- 古い種子は生命の芽を内部に持っている。それはただ、新しい時代の土壌に蒔かれる必要があるのだ。（ラビンドラナート・ゴダール、1861-1941）
- 希望は不幸な人間の第二の魂である。（ヨハン・ヴォルフガング・フォン・ゲーテ、1749-1832）
- 希望は強い勇気であり、新たな意思である。（マルティン・ルター、1483-1546）
- 神を信じなさい。神は夕陽のように、すべての家々を訪れる。（マダガスカルに伝わる古い諺）
- 死の持つ恐怖はただ一つ。それは明日がないということである。（エリック・ホッファー、1902-1983）
- 神は人間の胸の裡（うち）に己の姿を映す。（アレキサンダー・ポープ、1688-1744）
- 自然を見よ。そして自然が教える道を辿っていけ。自然は絶えず子供を鍛える。（ジャン＝ジャック・ルソー、1712-1778）
- 魂のこもった青春は、そう容易に滅んでしまうものではない。（ハンス・カロッサ、1878-1956）
- 人生は中断されることのない奇跡である。成長の何たるかを知ると同時に、我々は自然の秘密の中の最も秘密なるものを知るのである。（トマス・マロリー、1399-1471）
- 恋が様々な奇跡を生み出さないなら、人は恋を神性なものにしないであろう。（アベ・プレヴォー、1697-1763）
- 己の立てる所を深く掘れ、そこには必ず泉あらむ。（高山樗牛、1871-1902）
- 相談する時には過去を、享受する時には現在を、何かする時には、それが何であれ未来を思え。（ジョセフ・ジュベール、1754-1824）
- 自然は人生への入口を一つしか定めなかったが、人生からの出口は何千も数えた。（ミシェル・ド・モンテーニュ、1533-1592）
- 音楽とリズムは魂をその秘奥へと導く。（プラトン、 B.C.427 -B.C.347）
- 楽しい晩餐は、すべての者を和解させる。（サミュエル・ピープス、1633-1703）
- 逆境においては、人は希望によりて救われる。（メナンドロス、 B.C.342- B.C.291）
- 「汝自身を知れ」という格言は適切なる言にあらず。「他の人々を知れ」という言がより実用的なり。（メナンドロス、 B.C.342- B.C.291）
- 宇宙は便ち是れ吾が心、吾が心は即ち是れ宇宙。（陸九淵、1139-1192）
- 恋は「自然」によって与えられ、「想像」によって刺繍されたカンヴァスである。（ヴォルテール、1694-1778）
- すべての日が、それぞれの贈り物を持っている。（マルティアリス、40-102）
- 絵画は思考と物象との間の、何らかの媒介者である。（コールリッジ、1772-1834）
- 世界は至る所に中心があり、しかも無際限な球体である。（ブレーズ・パスカル、1623-1662）
- 贈り物は岩をも砕く。（ミゲル・デ・セルバンテス、1547-1616）
- 世間は欺かれることを欲す。（デジデリウス・エラスムス、1466-1536）
- 悲しみの道。しかもその道だけが、悲しみを知らざる国に通じている。（ウィリアム・クーパー、1731-1800）
- さあ、出発の時間が来た。私達はそれぞれの道を行く。私は死ぬために。貴方は生きるために。どちらが良いのかは神だけが知っている。（ソクラテス、B.C.469- B.C.399）
- 哲学は、我々の目の前に拡げられているこの巨大な書物、つまり宇宙に書かれている。（ガリレオ・ガリレイ、1564-1642）

## 書誌情報
- たなかのか『すみっこの空さん』マッグガーデン〈ブレイドコミックス〉、全8巻
  1. 2011年9月10日発売、ISBN 978-4-86127-889-1
  2. 2012年4月10日発売、ISBN 978-4-86127-973-7
  3. 2012年11月9日発売、ISBN 978-4-8000-0060-6
  4. 2013年6月10日発売、ISBN 978-4-8000-0144-3
  5. 2014年1月10日発売、ISBN 978-4-8000-0250-1
  6. 2014年8月9日発売、ISBN 978-4-8000-0343-0
  7. 2015年5月9日発売、ISBN 978-4-8000-0451-2
  8. 2015年10月10日発売、ISBN 978-4-8000-0502-1